# Endotermia (biologia)

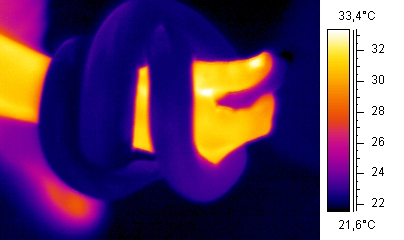
Termogramma di un serpente tenuto in mano da un uomo. È evidente la differenza di temperatura tra il serpente (ectotermo) e l'uomo (endotermo).

In biologia, l'endotermia  (dal greco: endon = da dentro; thermos = calore) è la condizione degli organismi viventi la cui temperatura corporea è regolata dalla produzione di calore metabolico interno. È un tipo di termoregolazione. Il suo contrario è chiamato ectotermia.

## Meccanismi
Sono numerosi i meccanismi che permettono l'endotermia:
- accelerazione metabolica;
- vasodilatazione dei vasi prossimi alla cute, per permettere una migliore dissipazione del calore corporeo;
- vasocostrizione dei vasi prossimi alla cute, per evitare la dispersione del calore corporeo;
- copertura isolante data da specializzazioni cutanee (piumaggio e pelliccia), che formano uno strato di aria ferma fra la pelle e tali specializzazioni;
- copertura isolante data da strati di grasso, dentro e fuori la pelle;
- sudorazione per sottrarre calore al corpo, dato il passaggio dell'acqua da liquida a gassosa;
- ansimo negli animali ricoperti di pelliccia e con poche ghiandole sudoripare, nei quali l'acqua evapora non dalla pelle, ma dall'apparato respiratorio e dalla lingua (saliva);
- brividi, ossia movimento involontario muscolare, atto a generare energia cinetica e quindi calore;
- meccanismi comportamentali, come riposare all'ombra quando fa caldo, o raggrupparsi tutti vicini quando fa freddo.

## Vantaggi dell'endotermia
Rispetto agli animali a sangue freddo, gli animali a sangue caldo hanno:
- maggiori prestazioni fisiche (soprattutto in termini di resistenza);
- minore vulnerabilità alle temperature esterne e quindi capacità di colonizzare ambienti molto freddi;
- maggiore velocità nel procacciarsi il cibo.

## Svantaggi
- Aumentata richiesta di cibo e quindi minore resistenza al digiuno;
- minore durata della vita (in generale).